# Dysmachus digitulus
Dysmachus digitulus är en tvåvingeart som beskrevs av Becker 1923. Dysmachus digitulus ingår i släktet Dysmachus och familjen rovflugor. Inga underarter finns listade i Catalogue of Life.